# 24-secondenregel
De 24-secondenregel is een term gebruikt in het basketbal. De regel werd in 1954 ingevoerd door de National Basketball Association en in 2000 overgenomen door de FIBA, die daarvoor de 30-secondenregel hield. Deze regel was bedoeld om meer snelheid in het spel te krijgen.
De 24-secondenregel houdt in dat het team dat in balbezit komt, 24 seconden de tijd heeft om een doelpoging te maken. Een doelpoging betekent dat de bal ten minste de basketring raakt. Na 14 seconden kan er een klokje afgaan om aan te geven dat de speler nog 10 seconden heeft om een doelpoging te maken. De 24-secondenregel dient ertoe dat de snelheid in het spel blijft en er meer punten gemaakt worden. Een speler (of heel de ploeg) maakt een fout (overtreding) als zij geen doelpoging heeft ondernomen voordat de 24 seconden voorbij zijn. In dit geval gaat de bal naar de tegenstander.
De 24-secondenklok wordt op 14" gezet in twee gevallen:
- als de bal de ring raakt en de aanvallende ploeg blijft in balbezit;
- als er minder dan 14" overblijven en er wordt een fout gemaakt op de aanvallende ploeg op de aanvallende helft.

Wat samenhangt aan de 24-secondenregel, is het overbrengen (de bal over de middellijn naar de aanvallende helft van het veld brengen) binnen de 8 seconden. Als dit niet gebeurt, gaat de bal eveneens naar de tegenstander.